# Stazione di Paese-Castagnole
La stazione di Paese-Castagnole è una stazione della linea Montebelluna-Treviso.
Il gestore è la società RFI di Ferrovie dello Stato.
Il nome deriva dall'omonima frazione del comune di Paese dove è ubicata la stazione. Questa stazione è spesso confusa con la Stazione di Paese sita nel capoluogo comunale, a circa 3 km, ma in un'altra linea ferroviaria: la Ferrovia Vicenza-Treviso.
La stazione di Paese-Castagnole è utilizzata per lo più da studenti e lavoratori della zona che intendono raggiungere Treviso o più spesso Montebelluna.
È stata classificata bronze da Rete Ferroviaria Italiana.

## Strutture e impianti
La stazione è impresenziata. Comprende un piccolo fabbricato viaggiatori chiuso con annessa obliteratrice, televisione informativa e altoparlanti.

## Movimento
La stazione è servita da treni regionali svolti da Trenitalia nell'ambito del contratto di servizio stipulato con le regioni interessate.

## Servizi
Non ci sono servizi in stazione e i biglietti possono essere acquistati presso le attività commerciali a Castagnole.